# 1938 a jogalkotásban
1938-ban az alábbi jogszabályokat alkották meg:

## Magyarország

### Törvények
- 1938. évi I. törvénycikk A Budapesten, 1936. évi április hó 24. napján kelt magyar-lengyel konzuli egyezmény becikkelyezéséről
- 1938. évi II. törvénycikk A városi számvevőségi szolgálatról
- 1938. évi III. törvénycikk A rendőri büntetőbíráskodás körébe utalt egyes kihágások tettenért elkövetőinek a helyszínen való megbírságolásáról
- 1938. évi IV. törvénycikk Az 1914-1918. évi világháború tűzharcosai érdemeinek elismeréséről
- 1938. évi V. törvénycikk Az 1929. évben Genfben tartott nemzetközi munkaügyi egyetemes értekezlet által a hajón szállított nehéz csomagok súlyának megjelölése tárgyában tervezet alakjában elfogadott nemzetközi egyezmény becikkelyezéséről
- 1938. évi VI. törvénycikk Az ügyvédi meghatalmazásról
- 1938. évi VII. törvénycikk A Nemzeti Színházról
- 1938. évi VIII. törvénycikk Az Aradi és Csanádi Egyesült Vasutak Részvénytársaság Magyarország területén maradt vonalainak üzemben tartására alakult Szeged-Csanádi Vasút Részvénytársaságról
- 1938. évi IX. törvénycikk Szent István király emlékére ötpengős ezüstérmék veréséről
- 1938. évi X. törvénycikk Az igazságügyi szervezet körébe tartozó rendelkezések tárgyában
- 1938. évi XI. törvénycikk A kivételes telekkönyvi eljárások egységes szabályozása tárgyában
- 1938. évi XII. törvénycikk A gazdasági munkavállalók kötelező öregségi biztosításáról
- 1938. évi XIII. törvénycikk A gyakorlati irányú középiskoláról
- 1938. évi XIV. törvénycikk A tanítóképzésről
- 1938. évi XV. törvénycikk A társadalmi és a gazdasági élet egyensúlyának hatályosabb biztosításáról
- 1938. évi XVI. törvénycikk Az állami rend megóvása végett szükséges büntetőjogi rendelkezésekről
- 1938. évi XVII. törvénycikk Az egyesülési szabadsággal elkövetett visszaélések megtorlásáról
- 1938. évi XVIII. törvénycikk Az állami rend megóvása végett szükséges sajtórendészeti rendelkezésekről
- 1938. évi XIX. törvénycikk Az országgyűlési képviselők választásáról
- 1938. évi XX. törvénycikk A honvédelem és a közgazdaság fejlesztéséről, egyes népjóléti beruházásokról s ezek költségeinek fedezéséről
- 1938. évi XXI. törvénycikk A Budapesten, 1937. évi március hó 22. napján kelt magyar-brit légiforgalmi egyezmény becikkelyezéséről
- 1938. évi XXII. törvénycikk Az 1938/39. évi állami költségvetésről
- 1938. évi XXIII. törvénycikk A szellemi együttműködés tárgyában Budapesten, 1937. évi október hó 13. napján kelt magyar-észt egyezmény becikkelyezéséről
- 1938. évi XXIV. törvénycikk Az országgyűlésnek Szent István király emlékére Székesfehérváron tartandó üléséről
- 1938. évi XXV. törvénycikk A Magyar Nemzeti Bank létesítéséről és szabadalmáról szóló 1924:V. törvénycikk módosításáról és kiegészítéséről és az ezzel összefüggő egyes pénzügyi intézkedésekről
- 1938. évi XXVI. törvénycikk A vasúti személy- és poggyászfuvarozás tárgyában Rómában 1933. évi november hó 23. napján kelt nemzetközi egyezmény becikkelyezéséről és az azzal kapcsolatos intézkedésekről
- 1938. évi XXVII. törvénycikk A vasuti árufuvarozás tárgyában Rómában 1933. évi november hó 23. napján kelt nemzetközi egyezmény becikkelyezéséről és az azzal kapcsolatos intézkedésekről
- 1938. évi XXVIII. törvénycikk A rendeletre szóló fuvarlevéllel vasúton küldött áruk fuvarozása tárgyában Rómában 1934. évi március hó 31. napján kelt nemzetközi Megállapodás becikkelyezéséről
- 1938. évi XXIX. törvénycikk A szellemi együttműködés tárgyában Budapesten, 1937. évi október hó 22. napján kelt magyar-finn egyezmény becikkelyezéséről
- 1938. évi XXX. törvénycikk A szeszegyedáruságról
- 1938. évi XXXI. törvénycikk A hegyközségekről, valamint a szőlő- és gyümölcsgazdálkodásról
- 1938. évi XXXII. törvénycikk A kereskedelmi hajók ellen fellépő tengeralattjárók magatartására vonatkozó nemzetközi szabályoknak Magyarország által való elfogadásáról
- 1938. évi XXXIII. törvénycikk Szent István király dicső emlékének megörökítéséről
- 1938. évi XXXIV. törvénycikk A Magyar Szent Koronához visszacsatolt felvidéki területeknek az országgal egyesítéséről
- 1938. évi XXXV. törvénycikk Egyes külállamokkal való kereskedelmi és forgalmi viszonyaink rendezéséről
- 1938. évi XXXVI. törvénycikk Az iparban (kereskedelemben), valamint a bányászatban és a kohászatban alkalmazott munkások gyermeknevelési pótlékáról
- 1938. évi XXXVII. törvénycikk A VIII-XI. fizetési osztályba tartozó közszolgálati tisztviselők korpótlékáról
- 1938. évi XXXVIII. törvénycikk A közszolgálati alkalmazottak és nyugdíjasok anyagi helyzetének családvédelmet szolgáló javításáról
- 1938. évi XXXIX. törvénycikk Az Országos Tisztviselői Betegsegélyezési Alap szolgáltatásaira igényjogosultak körének kiterjesztéséről